# Ровный, Иван Андреевич
Иван Андреевич Ровный (род. 30 сентября 1987, Санкт-Петербург) — российский трековый и шоссейный велогонщик, выступающий с 2017 года за команду «Gazprom-RusVelo». Чемпион России в групповой гонке 2018 года.

## Карьера
Иван Ровный рос как трековый велогонщик. В 2005 году он стал бронзовым призёром в гонке преследования на юниорских чемпионатах мира (Вена) и Европы (Фьоренцуола-д'Арда). В том же сезоне Ровный триумфально выступил на юниорских чемпионатах мира (Зальцбург) и Европы (Москва) по шоссейным велогонкам, победив в групповых гонках. В 2006 году он подписал контракт с Tinkoff Restaurants, после чего выступал и в наследниках этой команды, Tinkoff Credit Systems и Team Katusha. В этом же году Ровный стал чемпионом мира среди юниоров в гонке по очкам (Афины) и, вместе с партнёрами по команде, выиграл 2 этапа Кубка мира в командной гонке преследования. Взрослая карьера россиянина на данный момент отмечена двумя победами на этапах многодневок. Он участвовал в Джиро д’Италия 2007 и Тур де Франс 2008, но сходил на второй половине маршрута. В 2010 году контракт с Ровным подписала Team RadioShack Лэнса Армстронга, где он выполнял роль грегари. Когда команда объединилась с Leopard Trek и уволила многих гонщиков, Ровный перешёл в RusVelo. Живёт и тренируется в Массе.

## Достижения

### Трек
2006
 Чемпион мира среди юниоров в гонке по очкам
Победа в командной гонке преследования на этапе Кубка мира в Лос-Анджелесе
Победа в командной гонке преследования на этапе Кубка мира в Сиднее
2-й в командной гонке преследования на этапе Кубка мира в Москве

### Шоссе
2007
1-й Этап 9 Тур де л'Авенир
2008
1-й Этап 1 (ITT) Сеттимана Циклиста Ломбарда
2009
3-й Гран-при д'Изберге
2012
8-й Circuito De Getxo
2013
2-й Джиро ди Тоскана
3-й Giro della Regione Friuli-Venezia-Giulia
3-й Джиро дель Аппеннино
4-й Гран-при Индустрия и Артиджанато ди Ларчано
4-й Три варезенские долины
5-й Чемпионат России в групповой гонке
5-й Кубок Уго Агостони
6-й Трофей Маттеотти
2014
8-й Чемпионат России в групповой гонке
2015
8-й Чемпионат России в групповой гонке
2016
7-й Чемпионат России в групповой гонке
2017
4-й Чемпионат России в групповой гонке
2018
1- й  Чемпионат России в групповой гонке
9-й Кубок Уго Агостони
10-й Тур Норвегии

## Статистика выступлений

### Гранд-туры
| Гонка   | 2007 | 2008 | 2009 | 2010 | 2011 | 2012 | 2013 | 2014 | 2015 | 2016 | 2017 | 2018 |
| ------- | ---- | ---- | ---- | ---- | ---- | ---- | ---- | ---- | ---- | ---- | ---- | ---- |
| Джиро   | НФ   | —    | —    | —    | 78   | —    | —    | 46   | 115  | 36   | 119  | —    |
| Тур     | —    | —    | —    | —    | —    | —    | —    | —    | —    | —    | —    | —    |
| Вуэльта | —    | НФ   | —    | —    | —    | —    | —    | НФ   | —    | 99   | —    | —    |

| —  | Не участвовал  |
| НФ | Не финишировал |